# Eudoliche osvalda
Eudoliche osvalda är en fjärilsart som beskrevs av William Schaus. Eudoliche osvalda ingår i släktet Eudoliche och familjen björnspinnare. Inga underarter finns listade i Catalogue of Life.